# 尼古拉·奧托維奇·埃森
尼古拉·奧托維奇·埃森（俄语：Никола́й О́ттович фон Э́ссен，1860年12月23日—1915年5月20日）是一位俄羅斯帝國海軍上將，被認為是俄罗斯海軍歷史上少有的名將之一。為日俄戰爭中少數表現優異的艦長，並在戰後積極改革近乎損失殆盡的俄國海軍，包括改進砲術、海上通信方式以及對潛艇與水上飛機的崛起有所認識，為了將俄國海軍現代化也創立喀琅施塔得的海軍院校，強調戰術的優越性以及維持部隊士氣之重要性，於第一次世界大战爆發時擔任波羅的海艦隊司令，主張主動以艦隊決戰方式消滅波羅的海的主要敵人——德國海軍，但因艦隊指揮受制於陸軍而難以著手，便以海上佈雷戰、破交戰進行攻勢戰，長期保持著波羅的海的主動權，後於1915年死於肺炎。